# 寺尾正大
寺尾 正大（てらお まさひろ、1942年2月 - 2021年1月24日）は、日本の警察官。警視庁刑事部捜査第一課長、警視庁生活安全部長を歴任。新潟県新潟市出身。

## 略歴
1960年新潟県立新潟高等学校、1964年新潟大学人文学部卒。民間企業勤務を経て、1966年警視庁巡査となり、上野警察署警ら係に配属される。巡査部長で築地警察署警備課公安係、警務部人事第一課に勤務。警部補昇任後に麻布警察署刑事課強行犯捜査係長に任命され、刑事警察を初めて経験。
警部昇任後、浅草警察署刑事課長代理、内閣調査室出向などを経て、1980年刑事部捜査第一課に配属される。捜査第一課では強盗犯捜査係長を経て、半年後に強行犯捜査第九係長となる。
警視昇任後は、丸の内警察署刑事課長、刑事部捜査第一課管理官、神田警察署副署長、刑事部捜査第一課理事官、光が丘警察署長、刑事部鑑識課長を経て1995年に警視正昇任と同時に刑事部捜査第一課長となる。1997年以降に新宿警察署長、警視庁生活安全部長などを歴任。2001年の退官後には日本電動式遊技機工業協同組合専務理事を務めた。2015年、瑞宝小綬章受章。2021年1月24日に死去。78歳没。

## 人物
警部補で刑事畑入りしたため生え抜き刑事ではないが、歴代の捜査第一課長の中でも名指揮官として高く評価されている。
刑事部捜査第一課ではノックアウト連続強盗殺人事件、無尽蔵事件(池袋の古物商殺人事件)、ロス疑惑、トリカブト殺人事件、オウム真理教事件、地下鉄サリン事件などの難事件の捜査を指揮して解決へと導いた。
寺尾は1982年（昭和57年）の無尽蔵事件において、被疑者が供述を始めると「経験の浅い捜査員はむちゃをせず正直に仕事をする」と、取り調べに若手を抜擢した。否認に転じた際の公判維持などを見越し、供述の信頼性を高めるのが狙いだった。寺尾の読み通り被疑者は否認に転じたが、裁判で実刑が確定した。
地下鉄サリン事件発生から約3時間後には「サリンの可能性が極めて強い」と発表。質問をしようとする記者に早く報じるよう告げ、数分後にテレビ各社は緊急ニュースを流した。当初は原因不明のまま次々と被害者が搬送され野戦病院と化した病院。後に「サリンのニュースで治療方針が決まった。人的な犠牲を最小限に抑えられた」と病院関係者は明かしている。
「仕事に厳しい」「冷徹な切れ者」との評価だけではなく、熱血漢でもあった。警察庁長官狙撃事件の後、捜査を指揮する寺尾を心配した上司から公用車を防弾ガラスにすべきだと指示されたが、寺尾は「冗談じゃない。部下が血眼で捜査しているのに、指揮官がおじけづいてどうするんだ」と一蹴した。
また、刑事部鑑識課や科学捜査研究所から科学捜査に精通した警察官を捜査第一課に引き抜いてくるなど、人事・予算の獲得が得意であった。寺尾の在任当時、防犯カメラは普及しておらず、DNA型鑑定の精度も低く、組織捜査をうたっても刑事の個人プレーに頼る面も多かった。寺尾は一癖も二癖もあるが得意分野を持つ刑事を尊重し捜査第一課に招集。元捜査幹部は「癖の強い異能の刑事を使うのがうまかった」と語っている。

## オウム事件
捜査第一課長に就任した1995年2月28日に公証人役場事務長逮捕監禁致死事件が発生（翌日に被害者が死亡）。オウム真理教が東京で起こした最初の事件だった。警視庁はオウム真理教教団施設への一斉捜索を準備。異例中の異例であった、自衛隊との連携を実施、オウム真理教第6サティアンのあった上九一色村への大がかりな家宅捜索の全面指揮を執った。この際、サティアン内に潜んでいた教祖の麻原彰晃こと松本智津夫を逮捕した前線本部の指揮も執っている。その後は公安部とも連携し、一連のオウム騒動の首謀者、サリン事件の実行犯の洗い出しに尽力。最重要被疑者として全国に指名手配をかけ平田信・菊地直子・高橋克也を追った。
また、オウム真理教に関してはかねてより東京地方検察庁との合同捜査を行っていたが、地下鉄サリン事件発生直前日には、東京地検幹部を尋ねて「我々が麻原を逮捕したらすぐに教団全部を起訴して欲しい。絶対に無罪にはさせないでくれ」という確約も結んでいる。

## 寺尾正大を演じた俳優
- 滝田栄 - 「緊急報道ドラマスペシャル オウムVS警察 史上最大の作戦」（2004年2月24日、日本テレビ）
- 大杉漣 - 「警視庁取調官 落としの金七事件簿」[7]（2010年5月29日、テレビ朝日・東映）